# Torre dei Frescobaldi
La Torre dei Frescobaldi è una costruzione medievale che si trova a Montelupo Fiorentino.
Anticamente era chiamata Torre di San Quirico dal nome della chiesa intestata ai santi Quirico e Lucia situata nelle vicinanze. Assunse la denominazione dei Frescobaldi dopo l'acquisto da parte dell'omonima famiglia, avvenuto nella seconda metà del 1700.

## Storia
La data di realizzazione della Torre non è del tutto certa. Secondo il Ministero per i Beni e le Attività Culturali, essa era stata costruita agli inizi del 1300 per tutelare le attività commerciali lungo il fiume Arno e contro le incursioni di Castruccio Castracani.
Alcune ricerche ipotizzano che la Torre sia nata come mulino nei primi decenni del 1300. Dal 1320 al 1335, Montelupo diventò infatti una piazza particolarmente importante per il commercio del grano e probabilmente la struttura esisteva e svolgeva già la sua funzione durante questo periodo.
Il primo riferimento esplicito sulla Torre dei Frescobaldi è tratto da una portata catastale datata 1427, dove si viene a sapere che essa era un "luogo ritratto a fortezza" con mulino annesso, appartenuto ai fratelli Gherardo e Adovardo di Gherardozzo Bartoli. Il documento attesta che in questa struttura vi abitava almeno una persona, il mugnaio.
Nel 1529 Francesco Ferrucci, durante l'Assedio di Firenze, ordinò di distruggere tutti i mulini nei pressi di Montelupo, in modo da impedire alle truppe di Carlo V d'Asburgo la possibilità di rifornirsi. Questo destino non toccò alla Torre, grazie al fatto che il mulino in quegli anni non poteva più macinare ed era in una situazione di degrado a causa della deviazione del corso del fiume.
Nel 1552 Galeotto del Caccia, marito di una discendente dei Bartoli, vide che il fiume aveva ripreso il suo vecchio andamento e per questo motivo decise di rimettere in funzione il mulino. Tuttavia ciò non era possibile a causa del taglio della pescaia da parte degli Ufficiali dei fiumi, e questo fece sì che la struttura rimanesse in uno stato di degrado.
Nel 1588 Marietta Gondi, vedova di Gio. Antonio di Filippo Bartoli, vendette la Torre a Ferdinando I de' Medici al prezzo di 800 fiorini. La Torre entrò a far parte della vicina tenuta dell'Ambrogiana nella quale la famiglia Medici possedeva una villa. Poco dopo l'acquisto fu completamente ristrutturata e in seguito assunse la funzione di luogo di divertimento del granduca e dei suoi ospiti.
Durante i primi anni del Settecento, essa diventò il luogo di riscossione dell'Imposizione d'Arno, una tassa applicata ai proprietari dei terreni in corrispondenza dei tratti di fiume in cui vengono eseguiti dei lavori.
Il disinteresse da parte del granduca Cosimo III de' Medici culminò in un nuovo passaggio di proprietà. Nel 1715 i fratelli Giovanni e Giuseppe di Giuliano Castellani acquistarono la Torre, destinandola ad uso abitativo. Nel 1764 passò nelle mani di Giuseppe de' Frescobaldi e successivamente al nipote Cosimo Ridolfi. Nel 1902 viene acquistata dal Barone Raimondo Fianchetti e dopo pochi mesi da Pietro Carboncini. Successivamente, la struttura ospitò lo studio del ceramista Bruno Bagnoli.
Dal 2001, dopo un completo restauro realizzato dall'attuale proprietario Giovanni Bartolozzi, una parte della Torre dei Frescobaldi ospita il Museo del Fiasco Toscano, davanti al quale si trova il Monumento alla Fiascaia, realizzato dall’artista Piero Bertelli.

## Descrizione
La tecnica di costruzione della Torre dei Frescobaldi è molto simile a quella delle mura di Montelupo che, dopo l'alluvione del 1333, erano state ricostruite nel 1336. La facciata è stata realizzata in pietra di fiume, detta pìllore, mentre agli angoli è composta da mattoni che si sistemano per l'intera altezza.